# Musa gracilis
Musa gracilis är en enhjärtbladig växtart som beskrevs av Richard Eric Holttum. Musa gracilis ingår i släktet bananer, och familjen bananväxter. Inga underarter finns listade i Catalogue of Life.

## Bildgalleri

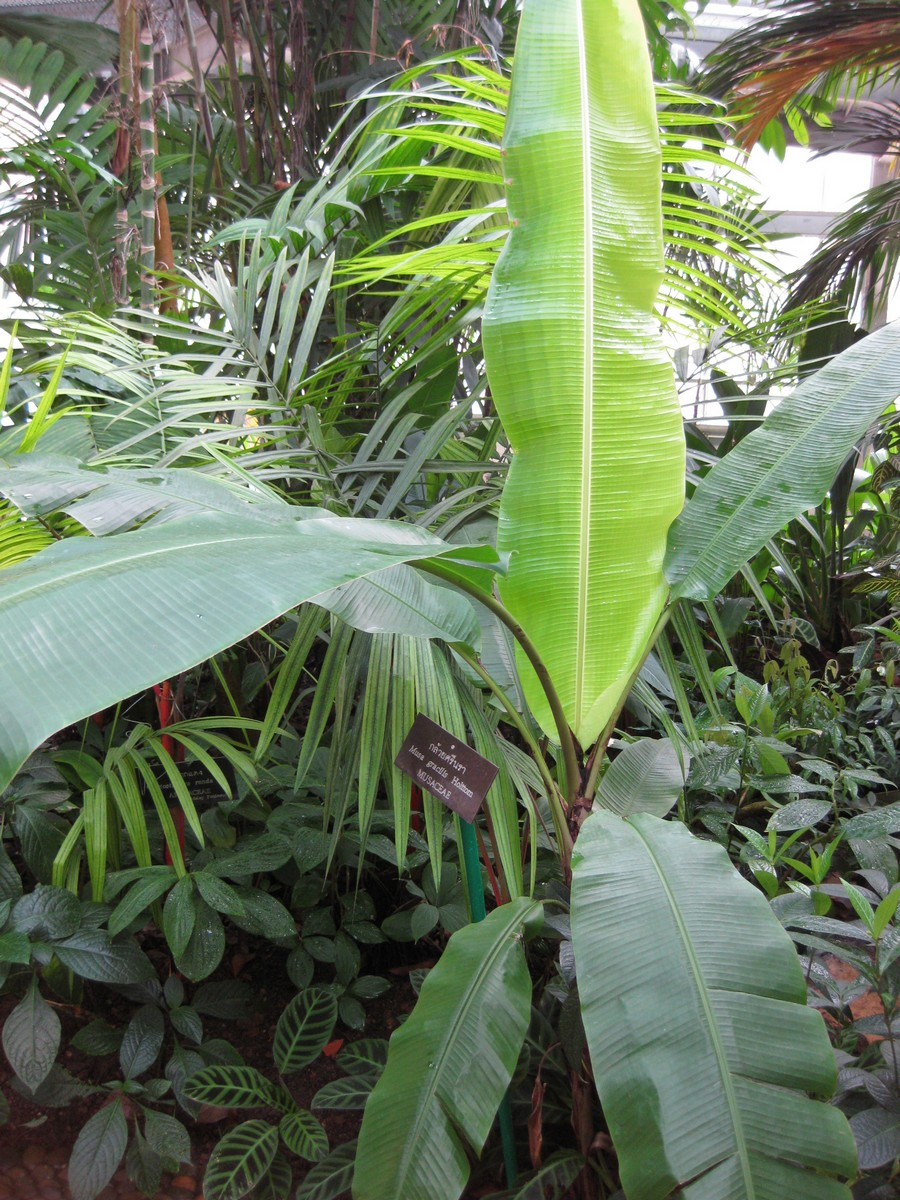
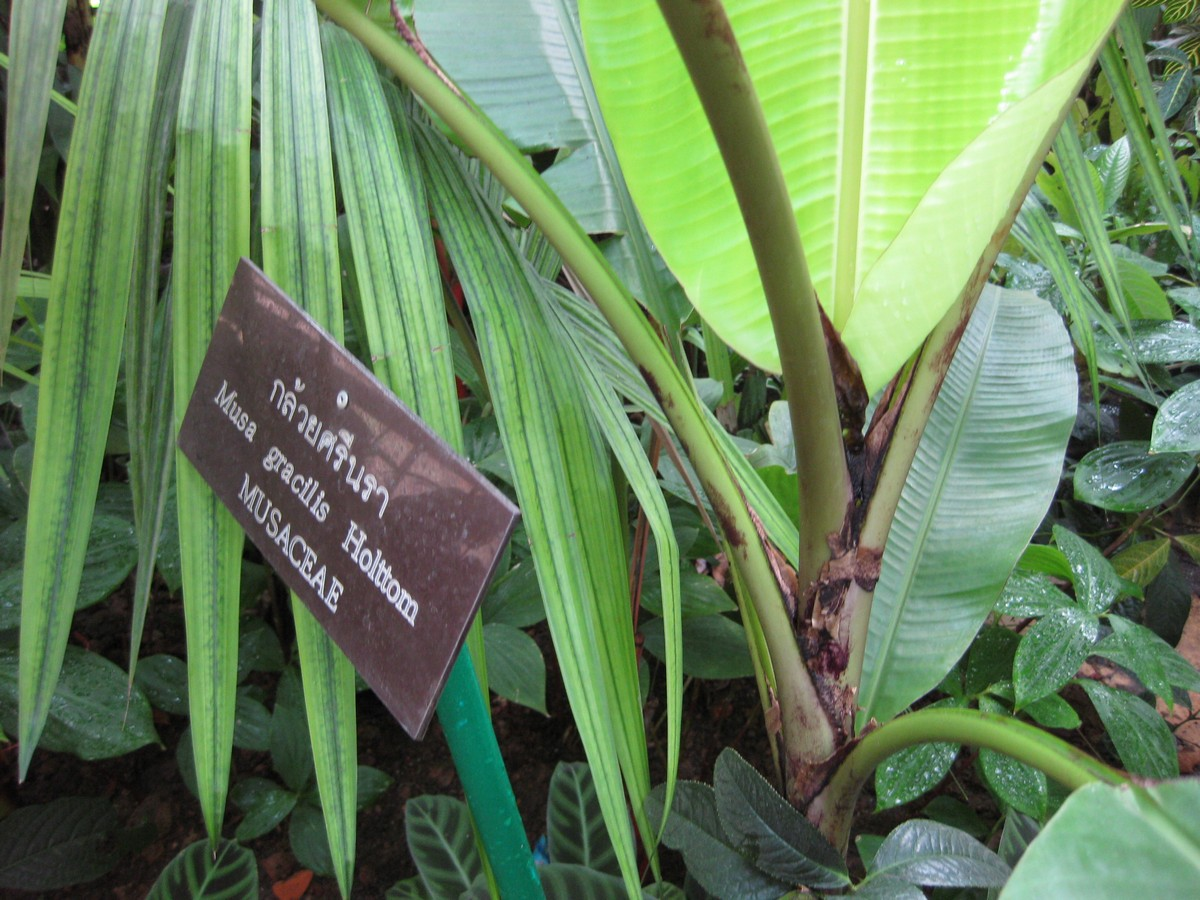